# Egon Jakobsen
Egon Jakobsen (født 1948 i Bjergsted) er en dansk politiker fra Kristendemokraterne. Han var næstformand for partiet i 2012 og blev derfor fungerende formand for Kristendemokraterne, da den daværende formand Per Ørum Jørgensen meldte sig ud af partiet 5. september 2012. Han fortsatte som næstformand efter Stig Grenov blev valgt som ny formand på et landsmøde 27. oktober 2012.
Jakobsen er født i 1948 i Bjergsted. Hans far var fodermester og skiftede tit job, så Jakobsen har boet i mange sjællandske byer som barn. Han stod i lære som købmand i Eskebjerg og læste senere til socialpædagog. Han arbejdede som pædagog flere steder indtil han i 1986 blev ansat i DSB. Jakobsen gik på efterløn i 2010. Han blev medlem af Kristeligt Folkeparti i 1973 og har blandt andet været folketingskandidat. Han blev gift i 1972 og har to børn.